# Anthony Davis (athlétisme)
Pour les articles homonymes, voir Anthony Davis et Davis.
Anthony Davis est un athlète jamaïcain spécialisé dans le 400 mètres. Il est médaillé de bronze aux Jeux d'Amérique centrale et des Caraïbes de 1974 avec l'équipe de Jamaïque de relais 4 × 400 mètres.